# Bratje Marx
Bratje Marx je skupina ameriških vudvilskih in filmskih igralcev, ki je v obdobju od konca dvajsetih do konca štiridesetih let 20. stoletja zaslovela z vrsto filmskih komedij.
Skupino so sestavljali bratje:
- Chico, s pravim imenom Leonard (1887—1961)
- Harpo, s pravim imenom Adolph, kasneje Arthur (1888—1964)
- Groucho, s pravim imenom Julius Henry (1890—1977)
- Gummo, s pravim imenom Milton (1892—1977)
- Zeppo, s pravim imenom Herbert (1901—1979)

## Življenjepis
Bratje Marx so bili rojeni v newyorški judovski družini nemškega porekla. Priimek družine bi se sicer menda moral glasiti Marrix (tako je vsaj pripovedovala družinska tradicija), a je oče že v poročnem listu vpisan z imenom Marks, ki se je kasneje izbrusilo v današnjo obliko. Leta 1895 rojeni Manfred, najstarejši sin zakoncev Sama (prvotno verjetno Simona) in Minnie (Miene) Marx, je umrl v zgodnjem otroštvu, vsi ostali pa so se posvetili igralstvu oz. zabavljaštvu, ki jim je bilo položeno takorekoč v zibelko, saj so se s tem poslom ukvarjali že materini starši. V karieri jim je - poleg nadarjenosti za komiko - nemalo pomagala tudi izjemno glasbeno znanje, ki so ga zelo uspešno dokazovali na odrskih deskah in v svojih filmih. Glasbeni multitalent Harpo je bil tako izvrsten harfist, Chico je občinstvo navduševal za klavirjem, Groucho je igral kitaro... Poleg sinov je k družini kot najstarejši otrok štela še posvojena nečakinja Pauline, hči materine seste Hannah.
Umetniško kariero so bratje Marx pričeli v vudvilskih dvoranah, ker je pod imenom Al Shean že uspešno nastopal njihov stric Albert Schönberg. Na oder se je leta 1905 prvi podal Groucho, dve leti kasneje mu je sledil Gummo. Skupaj s pevko Mabel O'Donnel sta nastopala v triu, imenovanem The Three Nightingales (Trije slavčki). Ko se je skupini naslednje leto pridružil Harpo, O'Donellovo pa je zamenjal Lou Levy («nemarxovski« del zasedbe se je kasneje še spreminjal), so temu ustrezno prikrojili tudi ime - namesto treh so v dvoranah poslej žvrgoleli Štirje slavčki (The four Nightingales). Program skupine je bil tipično vudvilski, sestavljen iz glasbenih točk in komičnih skečev. Groucho, takrat pravzaprav še Julius, je v tem času oblikoval lik Hansa Pumpernickla, emigranta z močnim nemškim naglasom, ki so si ga ostali člani skupine seveda vedno znova krepko privoščili. Vlogo nemškega priseljenca je opustil v obdobju prve svetovne vojne, ko Nemci v ZDA niso bili priljubljeni – razlog, ki je pripeljal tudi do Harpovega preimenovanja iz Adolpha v Arthurja. Do leta 1910 sta v skupino vstopili še Minnie (ki je bila že pred tem menedžerka »Slavčkov«) in njena sestra Hannah. Zasedba si je nadela novo ime Minnie Palmer's six Mascots (Šest maskot Minnie Palmer), pri čemer je bila z Minnie Palmer mišljena gospa Marxova, ki je spremenila priimek, po vsej verjetnosti iz poslovnih nagibov, saj se je tedaj enako imenovala zelo priljubljena angleška pevka.
V predstavah skupine je glasba sprva prevladovala nad komedijo. Ob nastopu v teksaškem mestecu Nacogdoches leta 1912 pa je naključje začrtalo njihovo bodočo pot. Kot se je kasneje spominjal Groucho, je med predstavo pred gledališčem zbezljala mula in občinstvo se je zgrnilo iz dvorane, da ne bi zamudilo spektakla. Ko se je publika vrnila, so si jezni bratje privoščili nekaj precej sarkastičnih pripomb na račun mesta in Teksasa, vendar so se gledalci na žaljivke namesto z užaljenostjo odzvali - s smehom. Po nepričakovanem uspehu se je skupina odločila, da bo komičnim elementom v svojih nastopih poslej namenjala več prostora. Že med nadaljevanjem teksaške turneje so »Maskote« nastopile tudi pred udeleženci učiteljskega kongresa v Denisonu. Da bi se prikupili gledalcem, so se člani zasedbe odločili odigrati svojo inačico priljubljenega musicla School Days. Groucho je napisal skeč z naslovom Fun in Hi Skule, v katerem je sam igral vlogo nemškega učitelja, Gummo in Harpo pa sta prevzela stereotipni identiteti spodobnega judovskega učenca in nabritega irskega razrednega tepčka. Skeč, v katerem je že povsem prepoznaven vzorec kasnejše marxovske komike, je bil uspešnica in bratje so hitro postali popularni. Kmalu se je skupini The Marx Brothers and Co. (Bratje Marx in družabniki), kakor se je po novem imenovala, pridružil še Chico, ki je pred tem ubiral lastne vudvilske steze.
Iz uspeha Fun in Hi Skule sta se porodili še dve nadaljevanji, najprej Mr. Green's Reception (1912/1913) in nato Home Again (1914), ki sta utrdili status vzpenjajočih se zvezd (v kolikor je takšen izraz primeren glede na slabe zaslužke vudvilskih igralcev). Bratom je na pomoč priskočil stric Albert, preizkušen odrski maček, ki je tudi dokončno izoblikoval njihovo podobo. Karakterizacija, v osnovah začrtana že s Fun in Hi Skule, je pravzaprav ostala bolj ali manj nespremenjena: na eni strani kaotični, anarhistični, a v principu dobrosrčni liki, ki so jih - vsak s svojimi individualnimi značilnostmi - upodabljali Groucho, Chico in Harpo, na drugi strani pa urejeni, premočrtni mladenič Gummo. Jezikavi Groucho, večni nastopač s širokimi, na obraz naslikanimi brki (anekdota pripoveduje, da si jih je z gledališko barvo prvič naslikal pred eno od prestav Fun in Hi Skule, ko mu je zmanjkalo časa, da bi si prilepil umetne), je tedaj že razvil večji del svojo nepozabne mimike in gestike, Chico je Italoameričana igral še v času samostojne kariere, pa tudi hiperaktivnega Harpa je lasulja krasila že v Fun in Hi Skule. Stric Albert je torej njihove like bolj ali manj le izbrusil, z eno samo večjo izjemo: Harpu je (postopoma) odvzel dar govora! Razlage, zakaj je to storil, se razlikujejo, vsakakor pa je bila njegova poteza tako učinkovita, da mnogi ljubitelji filmov bratov Marx še danes mislijo, da je bil Harpo tudi v resnici nem.
V tem času so bratje Marx, do takrat še Leonard, Adolph, Julius Henry in Milton, dobili svoja sloveča imena. Med turnejo po Illinoisu leta 1914 jim je sopotnik Art Fisher ob partiji kart nadel vzdevke, ki so se jih potem držali do konca življenja: Julius je Groucho postal zaradi svojega resnobnega obnašanja (grouch = godrnjač) in mošnje s skupnim premoženjem (grouch-bag), ki jo nosil za vratom, ženskar Leonard je bil prekrščen v Chica zaradi strasti do »pišk« (chicks = dekleta), Adolphu je ime Harpo prinesla njegova harfa, Miltona pa se je vzdevek Gummo po lastnih besedah prijel, ker je imel vedno luknjaste čevlje in je zato tudi ob lepem vremenu nosil gumijaste galoše. O tem, kako je do vzdevka Zeppo nekaj let kasneje prišel najmlajši brat, ni enotnega mnenja. Groucho je nekoč dejal, da so ga imenovali po cepelinu, zračni ladji, izumljeni v času njegovega rojstva, Harpo pa se je spominjal, da je nad športom navdušeni Herbert ime dobil po Mr. Zippu, priljubljenem šimpanzjem akrobatu tistih dni.
V začetku dvajsetih let so bile bratje Marx uveljavljena vudvilska institucija. Njihove predstave so bile povečini uspešne (izjema je bila le The Cinderella Girl iz leta 1918) in publika je njihov bizarni smisel za humor ter norčevanje iz visoke družbe in družbene hinavščine vzela za svoje. Medtem se je spremenila
tudi zasedba. Namesto Gumma, ki se je prostovoljno podal na bojna polja prve svetovne vojne in se kasneje skupini ni več pridružil, je na odrske deske leta 1918 stopil najmlajši brat Zeppo, po nekaterih trditvah menda na pritisk matere, ki jo je skrbela njegova živahna narava. Čeprav je - glede na vlogo prijetnega mladeniča - tudi Zeppo, tako kot pred njim Gummo, v predstavah skupine ob svojih kaotičnih soigralcih stal v drugem planu, pa so bratje radi poudarjali, da je bil prav on od vseh pravzaprav najbolj nadarjen in je lahko kadarkoli imenitno odigral vlogo kateregakoli od ostalih treh bratov. Leta 1922 so bratje Marx odpotovali na nastop čez veliko lužo - v Anglijo.
Angleška publika, nevajena njihovega svojstvenega humorja, jih sprva ni lepo sprejela. Na prvem nastopu v londonskem Coliseumu so jih gledalci obmetavali s kovanci za penny, kar je bil tedaj značilen izraz neodobravanja in nezadovoljstva. Kot se je spominjal Groucho, vse skupaj ni bilo niti malo prijetno; angleški penny je bil namreč kljub majhni vrednosti velik prav toliko, kot ameriški srebrni dolar in zadetek je znal biti precej boleč. Kljub temu je Groucho ohranil prisebnost, stopil v ploho kovancev in nagovoril občinstvo. Njegov ironični očitek, da bi se - glede na prepotovano razdaljo med Ameriko in Anglijo, gotovo spodobilo, da bi jih gledalci obmetavali tudi s (seveda precej več vrednimi) šilingi - je učinkoval enako, kot že leta poprej zmerjanje publike v Nacogdochesu: ljudje so se pričeli krohotati in turneja se je spremenila v (zmeren) uspeh.
Po vrnitvi iz Anglije so Bratje Marx s podporo neodvisnega producenta Josepha P. Gaitesa in z denarjem pensylvanijskega milijonara Jamesa Beurya iz dveh propadlih musicalov, Love for Sale in Give me a Thrill, sestavili predstavo I'll Say She Does, ki so jo prvič izvedli v Beuryevem gledališču Walnut Street v Philadelphiji. Čeprav Groucho o predstavi nikoli ni imel dobrega mnenja, pa je na hitrico sestavljena zgodba o bogati dedinji, ki išče pustolovščine željne moške, postala njihova največja uspešnica dotlej. Po številnih gostovanjih širom Amerike, so bratje Marx maja 1924 predstavo uspešno uprizorili tudi na Broadwayju. Od tu do filma je manjkal le še korak.
Ta korak so bratje Marx storili s svojimi nadvse uspešnimi broadwayskimi predstavami v naslednjih šestih letih. Uspešnici I'll Say She Does, ki je bratom končno prinesla premoženje in so jo z velikim uspehom izvajali do leta 1925 sta sledila še dva zadetka v polno: The Cocoanuts (1925) in Animal Crackers (1927). Hollywood vse bolj priljubljene skupine seveda ni mogel ignorirati v nedogled; 3. maja 1929 je tako filmski studio Paramount javnosti predstavil prvi celovečerni fim bratov Marx: The Cocoanuts, posnet po njihovem velikem hitu izpred štirih let. Mati Minnie je filmski uspeh svojih fantov še doživela. Umrla je jeseni istega leta.
Za Paramount so bratje Marx med letoma 1929 in 1933 posneli pet zelo uspešnih filmov: The Cocoanuts, Animal Crackers, Monkey Business, Horse Feathers in Duck Soup. V treh od njih (The Cocoanuts, Animal Crackers in Duck Soup) je ob bratih zaigrala tudi izvrstna Margaret Dumont, vedno očarljiva dama, ki jo številni prepričani marxisti - kakor sami sebe radi imenujejo občudovalci skupine - upravičeno razglašajo kar za šestega brata Marx. Leta 1934 so Groucho, Chico in Harpo od Paramounta presedlali k MGM-u, Zeppo pa je skupino zapustil in se pričel uveljavljati kot 
igralski zastopnik. Njegove prve stranke so bile seveda prav bratje Marx.

## Skupna filmografija
Opomba: slovenski naslovi se nanašajo na filme, ki so podnaslovljeni dosegljivi na našem trgu. Ob naslovih ni
našteta celotna igralska zasedba, ampak le tisti člani skupine, ki so igrali v posameznih filmih. Gummo Marx se je z odra umaknil že v vudvilskem obdobju in zato v filmih ni igral.
- Humor Risk (1920/21) - nemi film bratov Marx, posnet z lastnimi sredstvi in s pomočjo prijateljev v času, ko so bratje nastopali še v vudvilskih predstavah. Ohranjen ni noben izvod. Po nekaterih razlagah so se vse kopije izgubile, verjetno pa so jih uničili bratje sami. Igrajo: Chico, Harpo, Groucho, Zeppo Marx.
- The Cocoanuts (1929) - posnet po gledališki uspešnici bratov Marx. Mr. Hammer (Groucho) skuša sanirati propadajoči hotel. Chico in Harpo ga pri tem ovirata. Igrajo: Chico, Harpo, Groucho, Zeppo Marx.
- Animal Crackers (1930) - tudi drugi zvočni film bratov Marx je posnet po njihovi gledališki uspešnici. Po zabavi v čast afriškega raziskovalca, kapitana Jeffreya T. Spauldinga (Groucho), izgine dragocena slika. Začne se lov na umetnino. Igrajo: Chico, Harpo, Groucho, Zeppo Marx.
- Monkey Business (1931) - bratje Marx se skušajo kot slepi potniki z ladjo pretihotapiti iz Evrope v Ameriko. Pri tem se zapletejo v konflikt med dvema sovražnima gangsterskima tolpama. Igrajo: Chico, Harpo, Groucho, Zeppo Marx.
- Horse Feathers (1932) - tema filma je rivalstvo med dvema ameriškima šolama. Profesor Quincy Adams Wagstaff (Groucho) skuša moštvu svoje šole z vsemi sredstvi zagotoviti zmago nad konkurenco, ki pa tudi sama igra nepošteno igro. Igrajo: Chico, Harpo, Groucho, Zeppo Marx.
- Duck Soup (1933) - država Freedonia se nahaja v finančni stiski. Da bi od bogate vdove dobili kredit, za predsednika imenujejo Rufusa T. Fireflya (Groucho). Ta seveda za ministra postavi ravno vohuna sosednje Sylvanije (Chico, Harpo) in državo uspešno zaplete v vojno. Igrajo: Chico, Harpo, Groucho, Zeppo Marx.
- A Night at the Opera - Bratje Marx v operi (1935) - impresario Gottlieb za newyorško opero angažira zvezdniškega italijanskega tenorista Lassparrija in obetavno pevko Roso Castaldi. Otis B. Driftwood (Groucho), poslovnež dvomljive vrednosti, želi iz angažmaja skovati dobiček in po pomoti sklene ekskluzivno zastopniško pogodbo z Rosino ljubeznijo, neznanim zboristom Ricardom Baronijem. Še preden se dobro zave, pluje v Ameriko s tremi slepimi sopotniki: Ricardom, Fiorellom (Chico) in Tomassom (Harpo). Igrajo: Chico, Harpo, Groucho Marx.
- A Day at the Races - Bratje Marx na dirkah (1937) - mlada dedinja bi rada s podporo bogate gostje rešila očetov zdraviliški hotel, zato na njeno zahtevo kot vodjo zdravstvenega osebja zaposli lažno medicinsko avtoriteto, dr. Huga Z. Hackenbuscha (Groucho). Ko se izkaže, da dr. Hackenbusch ni zdravnik (vsaj za ljudi ne), se zadeve seveda zapletejo in rešitev hotela je odvisna od izida konjske dirke. Igrajo: Chico, Harpo, Groucho, Zeppo Marx.
- Room Service (1938) - edini film bratov Marx brez glasbenih vložkov in edini, ki ni bil napisan posebej zanje. Bratje Marx skušajo sproducirati predstavo, še preden bi upravnik njihovega hotela, sicer svak producenta Gordona Millerja (Groucho) ugotovil, da so brez denarja. Kot opravičilo za zamudo si izmislijo bolezen avtorja. Po mnenju kritikov najšibkejši film bratov Marx. Igrajo: Chico, Harpo, Groucho Marx.
- At the Circus - Bratje Marx v cirkusu (1939) - ko lastniku ukradejo 10.000 dolarjev, se zdi usoda potujočega cirkusa zapečatena. Toda Antonio (Chico) in Punchy (Harpo) ne vržeta puške v koruzo in pri iskanju ukradenega denarja angažirata z vsemi žavbami namazanega pravnika J. Cheeverja Loophola (Groucho). Skupaj se podajo reševat cirkus. Igrajo: Chico, Harpo, Groucho Marx.
- Go West - Bratje Marx na divjem zahodu (1940) - bratje Marx na divjem zahodu prekrižajo pokvarjene načrte železniškega barona. Če morajo pri tem do zadnjega koščka lesa pokuriti celotno vlakovno kompozicijo, to seveda ne moti velikih duhov. Scenaristu filma je pri pisanju zgodbe z nasveti pomagal še en velik komik - Buster Keaton. Igrajo: Chico, Harpo, Groucho Marx.
- The Big Store - Bratje Marx v veletrgovini (1941) - mladi solastnik veletrgovine bi rad prodal svoj delež, da bi z izkupičkom svoji nekdanji glasbeni šoli pomagal ustanoviti konzervatorij. Pokvarjeni upravnik trgovine, zaročenec njegove bogate tete, hoče prodajo na vsak način preprečiti, da ne bi prišle na dan njegove nečednosti. Račun brez detektiva Wolfa J. Flywheela (Groucho) ter bratov Ravellija (Chico) in Wackya (Harpo). Igrajo: Chico, Harpo, Groucho Marx.
- A Night in Casablanca - Bratje Marx v Casablanci (1946) - Ronald Kornblow (Groucho) postane direktor hotela, v katerem se dogajajo grozljive stvari. Izkaže se, da so v ozadju poraženi nacisti, ki so v hotelu skrili zaklad. Film je bil zamišljen kot parodija na Casablanco, a so producenti močno posegli v scenarij. Besede »Play it again, Sam,« mnogokrat pripisane Humphryu Bogartu, je v resnici slišati v Casablanci bratov Marx. Igrajo: Chico, Harpo, Groucho Marx.
- Love Happy (1949) - film po Harpovem]] scenariju, prvotno zamišljen kot solo vloga. Chico je brata prepričal, da ga je vključil v zgodbo, ker pa brez Groucha filma ni nihče hotel financirati, se je ekipi pridružil tudi on. Love Happy ostaja edini film bratov Marx, v katerem Groucho ne igra osrednje vloge ter edini, v katerem namesto narisanih nosi prave brke. V filmu Harpo]] skupino mladih gledališčnikov zalaga s hrano. Nekega dne jim prinese ukradeno konzervo sardin, v kateri je skrit dragulj ruske carske družine. Dragulju kajpak sledijo gangsterji. V filmu se v eni svojih prvih vlog pojavi tudi mlada Marilyn Monroe. Igrajo: Chico, Harpo, Groucho Marx.